# تمارض (فوتبال)

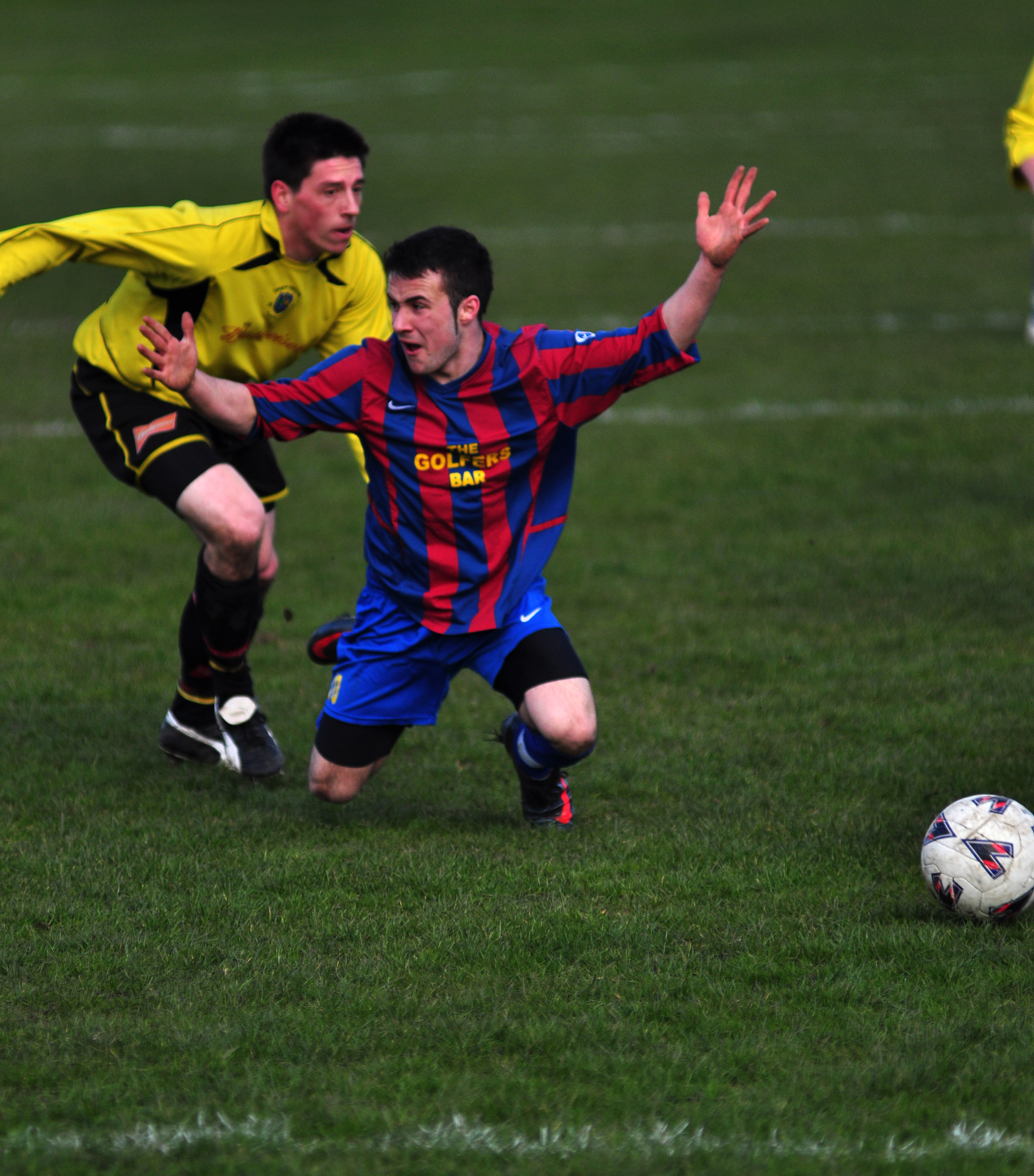
بالا بردن دست و نگاه به داور برای اعتراض از نشانه‌های تمارض است.

تمارض(به انگلیسی:diving) به معنی غواصی یا شیرجه که در فارسی با نام دایو مشهور است روشی است که در آن بازیکن سعی دارد با نقش بازی کردن داور را فریب بدهد تا موقعیتی بهتر در زمین فوتبال به‌دست‌آورد. تمارض یکی از بحث برانگیزترین جنبه‌های فوتبال است و واکنش‌های بسیاری از سوی کارشناسان و هواداران دارد. بازیکنان معمولاً در شرایط سخت و برای به‌دست آوردن ضربه آزاد یا پنالتی دست به این کار می‌زنند که گاهی باعث مخالفت داور و دریافت کارت زرد یا قرمز می‌شود.

## تشخیص

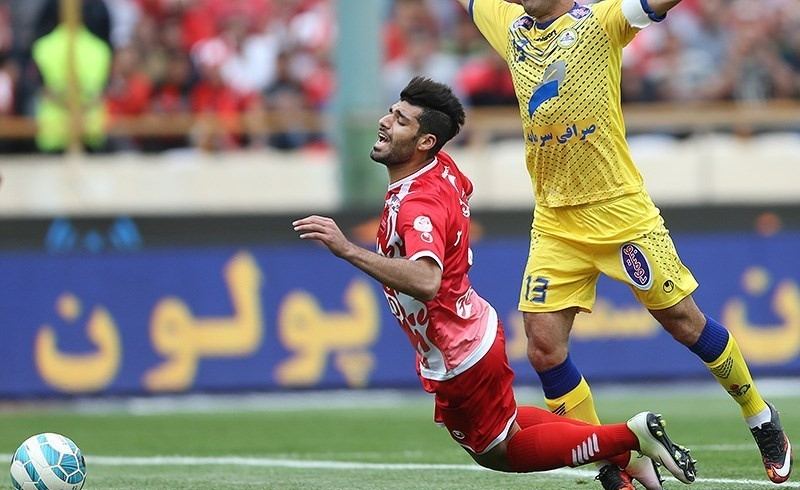
تمارض احتمالی یک بازیکن

با مطالعاتی که در سال ۲۰۰۹ انجام شده روش‌هایی برای تشخیص تمارض بازیکنان پیدا شده که برخی از آن‌ها عبارتند از:
- ایجاد وقفه بین خطا و نقش بازی کردن بازیکن.
- عدم پیوستگی بازیکن در هنگام آسیب دیدگی.
- فقدان هماهنگی با مخاطب. (بازیکن جایی به جز جای آسیب دیده را به نشانه درد بروز می‌دهد)
- واضح‌ترین نمونه دایو اینست که بازیکن سرش را کج بکند، زانوها را خم کند و سینه‌اش را بالا و پایین بکند، چرا که این به دور از اصول دفاع از بدن است.

## تنبیه
بر اساس قوانین فوتبال «تلاش برای فریب دادن داور از طریق تظاهر به آسیب دیدگی رفتاری غیراخلاقی شمرده می‌شود و داور حق دادن کارت زرد را دارد»

## شهرت تمارض
برخی بازیکنان به دلیل انجام تمارض‌های پی در پی و مکرر به عنوان یک تمارض‌گر شناخته می‌شوند.
در طول سال‌ها با توجه به بازی‌های انجام شده، مقالات و مصاحبه‌ها بازیکنان تمارض‌گر فهرست بندی شده‌اند که شامل موارد ذیل می‌شود:

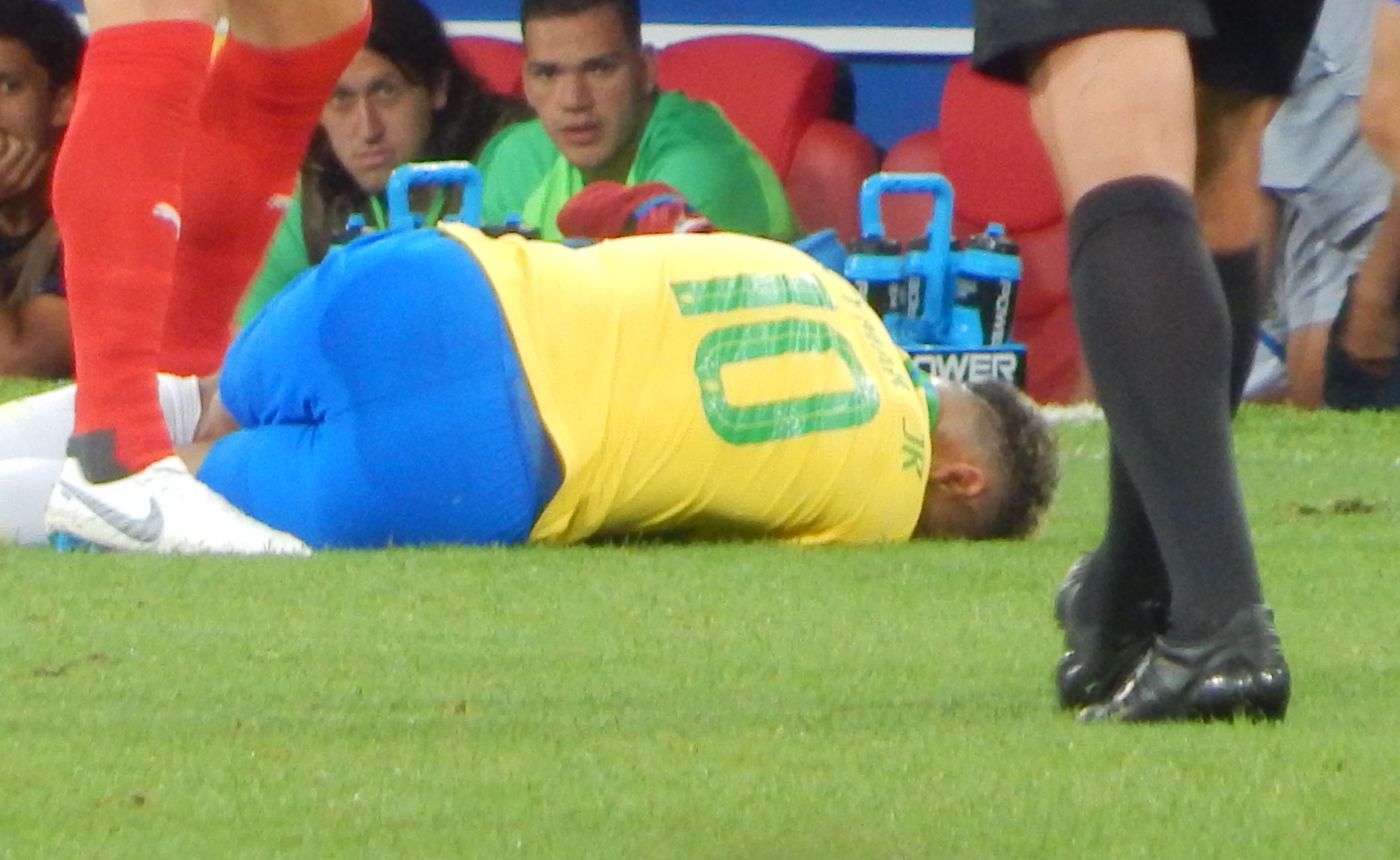
تمارض نیمار در جام جهانی فوتبال ۲۰۱۸

- اشلی یانگ[۴][۵][۶][۷][۸][۹][۱۰]
- آرین روبن[۵][۱۱][۱۲]
- نیمار[۴][۱۲][۱۳][۱۴]
- یورگن کلینزمن[۵][۱۱][۱۲]
- گرت بیل[۴][۵][۱۵]
- نانی[۵]
- کریستیانو رونالدو[۴][۵]
- دیدیه دروگبا[۴][۵][۱۱]
- لوییس سوارز[۴][۵]
- سرخیو بوسکتس[۴][۱۶]
- استیون جرارد[۵][۱۷]
- دله الی[۱۸][۱۹]
- پپه[۲۰]
- سرخیو راموس[۲۱][۲۲]
- رحیم استرلینگ[۲۳][۲۴][۲۵]
- مهدی طارمی[۲۶]